# Escipión el Africano (Cavalli)
Escipión el Africano (título original en italiano: Scipione africano) es un dramma per musica (ópera) en un prólogo y tres actos con música de Francesco Cavalli y libreto en italiano de Nicolò Minato. El libreto desarrolla el tema clásico latino de La clemencia de Escipión.

## Historia
Se estrenó en Venecia, en el Teatro SS. Giovanni e Paolo el 9 de febrero de 1664. También se presentó en Roma en 1671 con el castrato Giovanni Francesco Grossi como un celebrado Siface. Giovanni Buonaventura Viviani produjo una versión muy reformada de la ópera para el carnaval de Venecia de 1678.
Esta ópera rara vez se representa en la actualidad; en las estadísticas de Operabase no aparece entre las óperas representadas en el período 2005-2010.

## Personajes
| Personaje  | Tesitura | Reparto del estreno, 9 de febrero de 1664 (Director: - ) |
| ---------- | -------- | -------------------------------------------------------- |
| Asdrubale  | tenor    |                                                          |
| Ericlea    | soprano  |                                                          |
| Luceio     | soprano  |                                                          |
| Polinio    | soprano  |                                                          |
| Siface     | alto     | Giovanni Francesco Grossi                                |
| Massanissa | bajo     |                                                          |
| Sofonisba  | soprano  |                                                          |